# L'Aiòli
Ne doit pas être confondu avec aïoli.
Pour les articles homonymes, voir Aïoli (homonymie).

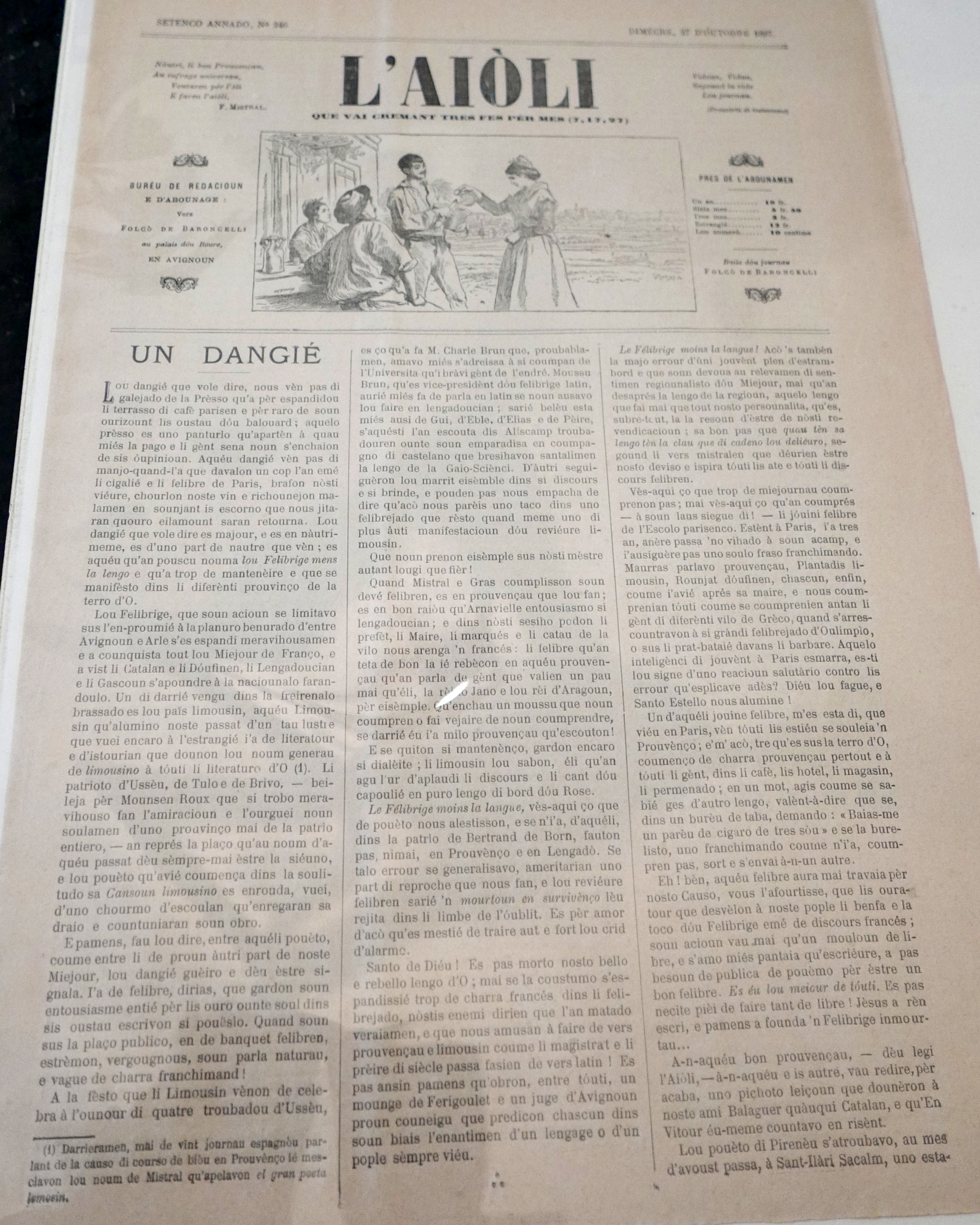
Une une de lAiòli.

L'Aiòli est un journal en langue provençale créé le 6 janvier 1891 par Frédéric Mistral et disparu en 1932.

## Description
Le rédacteur en chef en était Folco de Baroncelli et les bureaux de la rédaction étaient hébergés au palais du Roure à Avignon, demeure de la famille Baroncelli. Initialement de périodicité tri-mensuelle (1891-1899), il paraît ensuite deux fois par mois (1930-mars 1931) après une longue interruption, puis seulement de façon mensuelle (avril 1931-juin 1932) avant de disparaître à cette date.
Les numéros de l'Aiòli sont disponibles sur le site internet d'Occitanica [lire en ligne].